# صافی (ستاره)
صافی یا سیگما اژدها یک ستاره است که در صورت فلکی اژدها قرار دارد.

محل قرارگیری ستاره صافی در صورت فلکی اژدها.